# Muscle crico-aryténoïdien postérieur
Le muscle crico-aryténoïdien postérieur est un muscle pair strié viscéral du larynx.

## Description
Le muscle crico-aryténoïdien postérieur est le plus puissant des muscles du larynx et occupe sa face postérieure.
C'est un muscle aplati et triangulaire à sommet supéro-externe.
De façon inconstante, il peut émettre un faisceau musculaire en direction de la corne inférieure du cartilage thyroïde formant le muscle cérato-cricoïdien.

## Origine
Le muscle crico-aryténoïdien postérieur nait de la fossette située en dehors de la crête médiane sur la surface postérieure de la lame carrée postérieure du cartilage cricoïde.

## Insertion
Le muscle crico-aryténoïdien postérieur  se termine en haut et en dehors sur la face postéro-médiale du processus musculaire du cartilage aryténoïde.

## Innervation
Le muscle crico-aryténoïdien postérieur est innervé  par la division antérieure du nerf laryngé récurrent, une branche du nerf vague (X),.
Parfois, différentes parties du muscle (telles que les ventres musculaires médial et latéral) sont innervées par des branches séparées. Cela peut varier entre 1 et 6 branches, généralement 2 ou 3.

## Fonction
Le muscle crico-aryténoïdien postérieur est le seul muscle à ouvrir les cordes vocales.
En faisant tourner latéralement les cartilages aryténoïdes, ces muscles éloignent les cordes vocales,  et ouvre la fente de la glotte.
Ceci est important dans la respiration et la parole.
Leur action s'oppose à l'action des muscles crico-aryténoïdiens latéraux.

## Aspect clinique
La paralysie des muscles crico-aryténoïdes postérieurs peut entraîner une asphyxie, car ce sont les seuls muscles laryngés à ouvrir les cordes vocales (permettant la respiration ).
Leur dénervation entraîne une fibrose lente qui s'aggrave sur plusieurs mois.

## Galerie

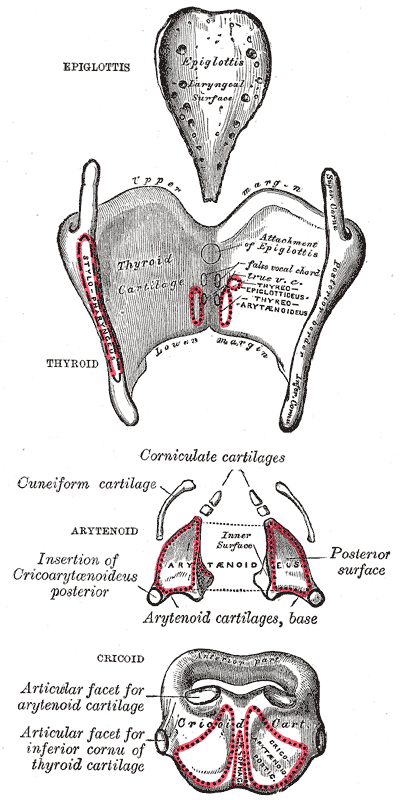
Les cartilages du larynx. Vue postérieure.
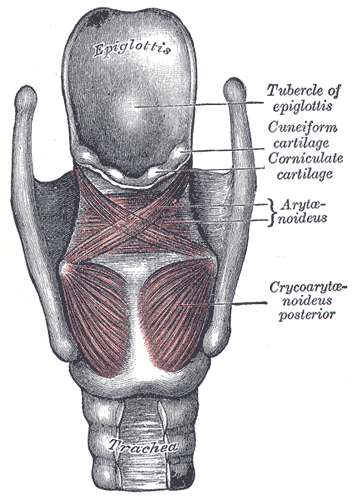
Muscles du larynx. Vue postérieure.
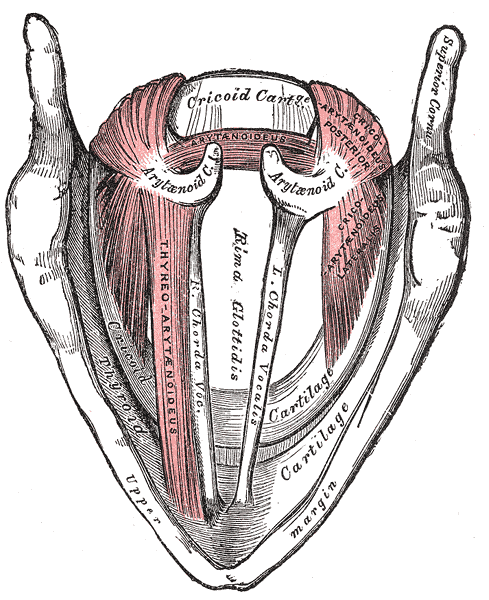
Muscles du larynx, vus de dessus.
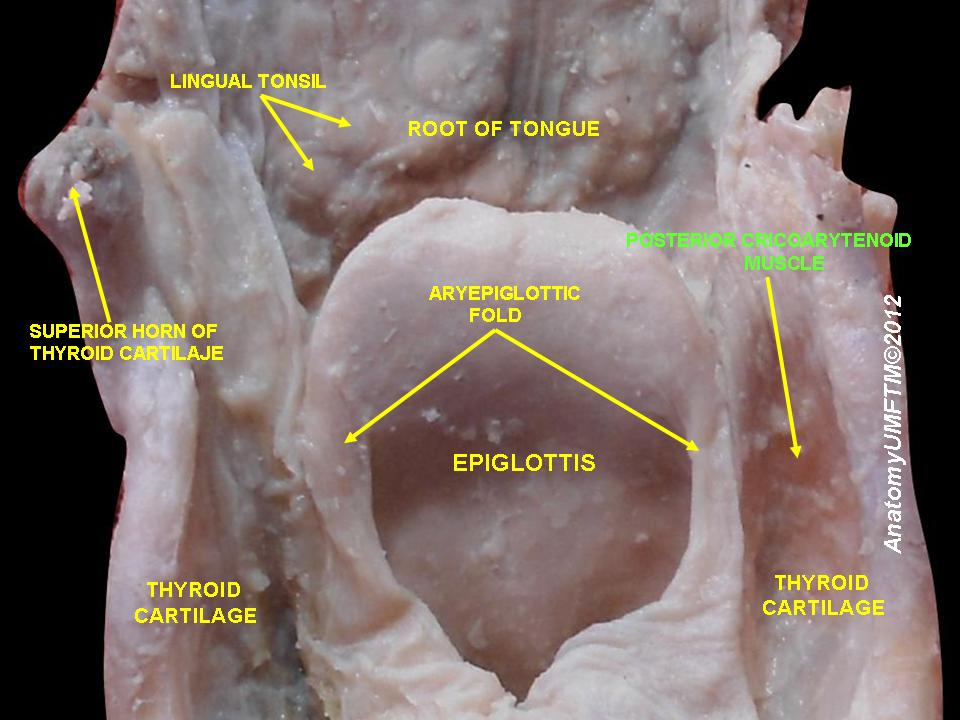
Muscle cricoaryténoïde postérieur
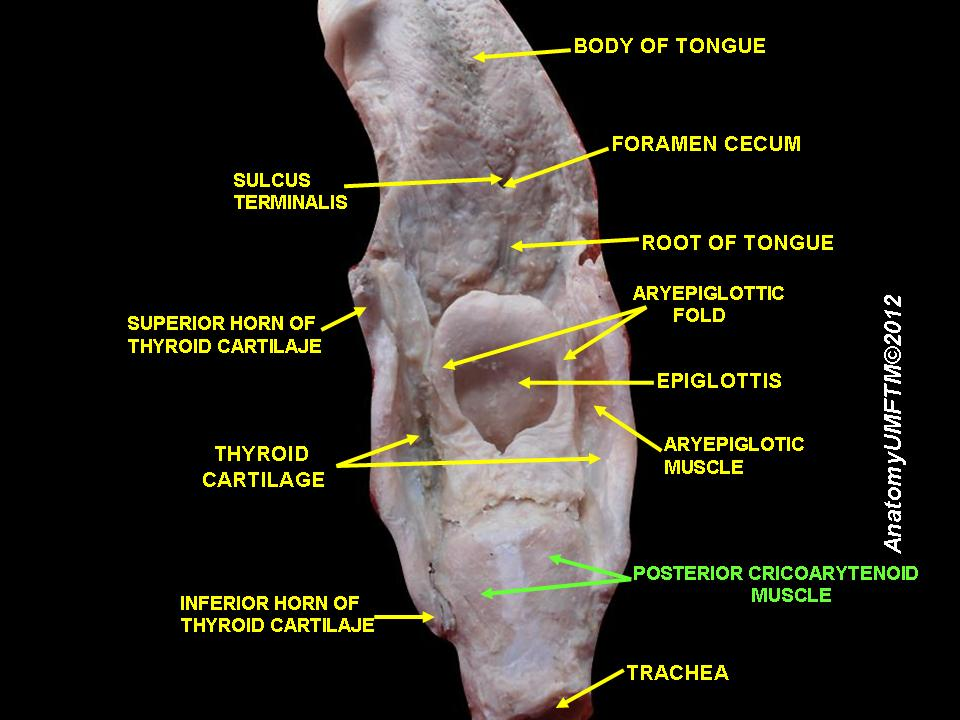
Muscle cricoaryténoïde postérieur
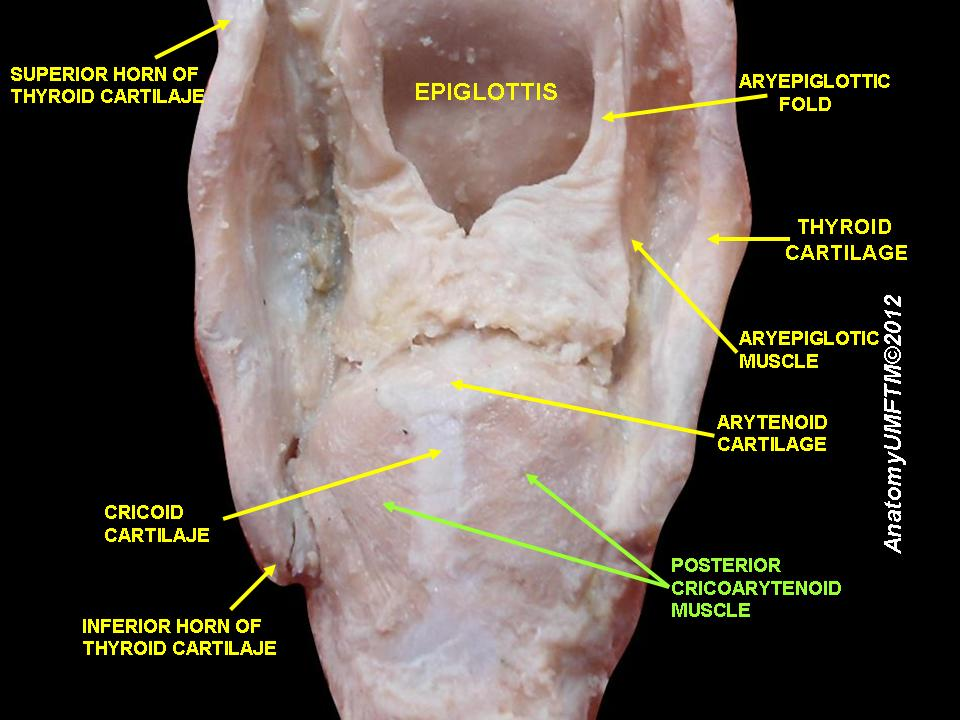
Muscle cricoaryténoïde postérieur